# Transfuzja krwi
Transfuzja krwi (przetoczenie krwi) – zabieg polegający na przetaczaniu pewnej ilości krwi lub składników krwi. Ma na celu substytucję utraconych składników.

## Zgodność grup krwi
W przypadku transfuzji niezbędne jest stosowanie krwi zgodnej grupowo. Oprócz zgodności głównej (układ AB0) należy także wziąć pod uwagę zgodność czynnika Rh.
- Osoba z grupą krwi 0 RhD ujemny jest uniwersalnym dawcą (brak antygenów A i B).
- Osoba z grupą krwi AB jest uniwersalnym biorcą (brak przeciwciał anty-A i anty-B).
- Grupa A ma antygeny A i przeciwciała anty-B.
- Grupa B ma antygeny B i przeciwciała anty-A.

| Biorca | Dawca KKCz | Dawca KKCz | Dawca KKCz | Dawca KKCz | Dawca KKCz | Dawca KKCz | Dawca KKCz | Dawca KKCz |
| Biorca | 0-         | 0+         | B-         | B+         | A-         | A+         | AB-        | AB+        |
| ------ | ---------- | ---------- | ---------- | ---------- | ---------- | ---------- | ---------- | ---------- |
| AB+    | X          | X          | X          | X          | X          | X          | X          | X          |
| AB-    | X          |            | X          |            | X          |            | X          |            |
| A+     | X          | X          |            |            | X          | X          |            |            |
| A-     | X          |            |            |            | X          |            |            |            |
| B+     | X          | X          | X          | X          |            |            |            |            |
| B-     | X          |            | X          |            |            |            |            |            |
| 0+     | X          | X          |            |            |            |            |            |            |
| 0-     | X          |            |            |            |            |            |            |            |

Legenda:
X - prawidłowe krzyżowanie grup krwi.
Jeśli w krwi biorcy znajdują się przeciwciała przeciwko antygenom dawcy, to następują powikłania potransfuzyjne. Krwinki dawcy zostają zniszczone w organizmie biorcy.

## Powikłania poprzetoczeniowe
Ze względu na czas, w jakim pojawią się powikłania poprzetoczeniowe, mówimy o powikłaniach:
- Wczesnych – występujących od czasu rozpoczęcia transfuzji do 24 godzin po jej zakończeniu;
- Późnych – występuje najczęściej między 3. a 21. dniem po transfuzji.

Powikłania poprzetoczeniowe możemy również podzielić ze względu na rodzaj ich przebiegu:
- Powikłania łagodne (najczęściej występują po zakończeniu przetoczenia lub w kilka dni po przetoczeniu);
- Powikłania średnie;
- Powikłania ciężkie (przeważnie są to powikłania wczesne, występujące już podczas przetoczenia krwi).

Powikłania wczesne – występujące od czasu rozpoczęcia transfuzji, do 24 godzin po jej zakończeniu:
- O łagodnym przebiegu:
  - Odczyny alergiczne - najczęściej są spowodowane przez przeciwciała dla białek osocza lub składniki dodawane do preparatów: substancje zapobiegające krzepnięciu oraz stabilizatory zawarte w preparatach krwi;
  - pokrzywka.
- O średnio ciężkim przebiegu:
  - zakażenie bakteryjne (spowodowane przeważnie zainfekowaniem preparatu krwi w czasie przechowywania lub zakażenie dawcy bakteriami znajdującymi się na skórze pacjenta, bądź na niesterylnym zestawie do przetoczeń) objawia się dreszczami, gorączką;
  - odczyn gorączkowy niehemolityczny – występują u około 2% biorców; może być spowodowany obecnością przeciwciał dla antygenów krwinek białych lub płytek krwi.
- o ciężkim przebiegu
  - hiperkaliemia – spowodowana jest wydostaniem się potasu z krwinek czerwonych, krew przechowywana dłużej zawiera więcej jonów potasu, gdyż większa ilość erytrocytów uległa rozpadowi;
  - hipokalcemia – występuje przy masywnych toczeniach, podczas których dochodzi do wiązania się cytrynianu (środka konserwującego) z wapniem, który znajduje się w osoczu, w ten sposób cytrynian usuwa wapń z układu krążenia. Przy transfuzjach masywnych magazyny wapnia znajdujące się w kościach nie zdążą być uruchomione, wskutek czego dochodzi do zaburzeń czynności serca, układu krzepnięcia;
  - przeciążenie krążenia – spowodowane zbyt dużą ilością przetoczonych preparatów krwiopochodnych przy zachowanej normowolemii, co objawia się zaburzeniem czynności serca, zaburzeniami oddychania oraz wzrostem ciśnienia tętniczego krwi;
  - ostry odczyn hemolityczny;
  - wstrząs septyczny;
  - wstrząs anafilaktyczny;
  - ostra niewydolność oddechowa poprzetoczeniowa (w 1:2000 przypadków[1]);
  - zakrzepy i zatory w naczyniach serca i płuc (szczególnie gdy przetaczane są preparaty wspierające układ krzepnięcia krwi).

Powikłania późne występuje najczęściej między 3. a 21. dniem po transfuzji:
- przeniesienie zakażenia kiłą (jeśli preparat był przechowywany w temp. 4 °C krócej niż 96 godzin);
- przeniesienie zakażenia HIV; 1:2–3 miliony przetoczeń; zakażenie wirusem doprowadza do nieuleczalnej choroby atakującej system immunologiczny – AIDS;
- zakażenie malarią;
- plamica poprzetoczeniowa;
- Wirusowe zapalenie wątroby typu B i C; 1:40 000–200 000 przetoczeń;
- zakażenie CMV;
- choroba Chagasa;
- opóźniony odczyn hemolityczny;
- plamica poprzetoczeniowa małopłytkowa;
- przeciążenie żelazem (szczególnie u wielokrotnych biorców);
- GvHD – choroba „przeszczep przeciwko biorcy”.

## Transfuzja krwi a religia
Ze względów religijnych przyjęcia transfuzji krwi pełnej, jak również jej 4 głównych składników, odmawiają Świadkowie Jehowy. Powołują się oni na tekst Pisma Świętego z księgi Dziejów Apostolskich 15:20, 28–29. Nie zgadzają się również na autotransfuzje (przechowywanie krwi pacjenta z myślą o nadchodzącej operacji). Dopuszczają jednak stosowanie dostępnych metod alternatywnych wobec transfuzji, takich jak hemodylucja, hemodializa, śródoperacyjne odzyskiwanie krwi czy użycie płucoserca. Przyjmowanie drobnych frakcji uzyskiwanych z krwi jest pozostawione osobistej decyzji.